# Giovanni della Robbia

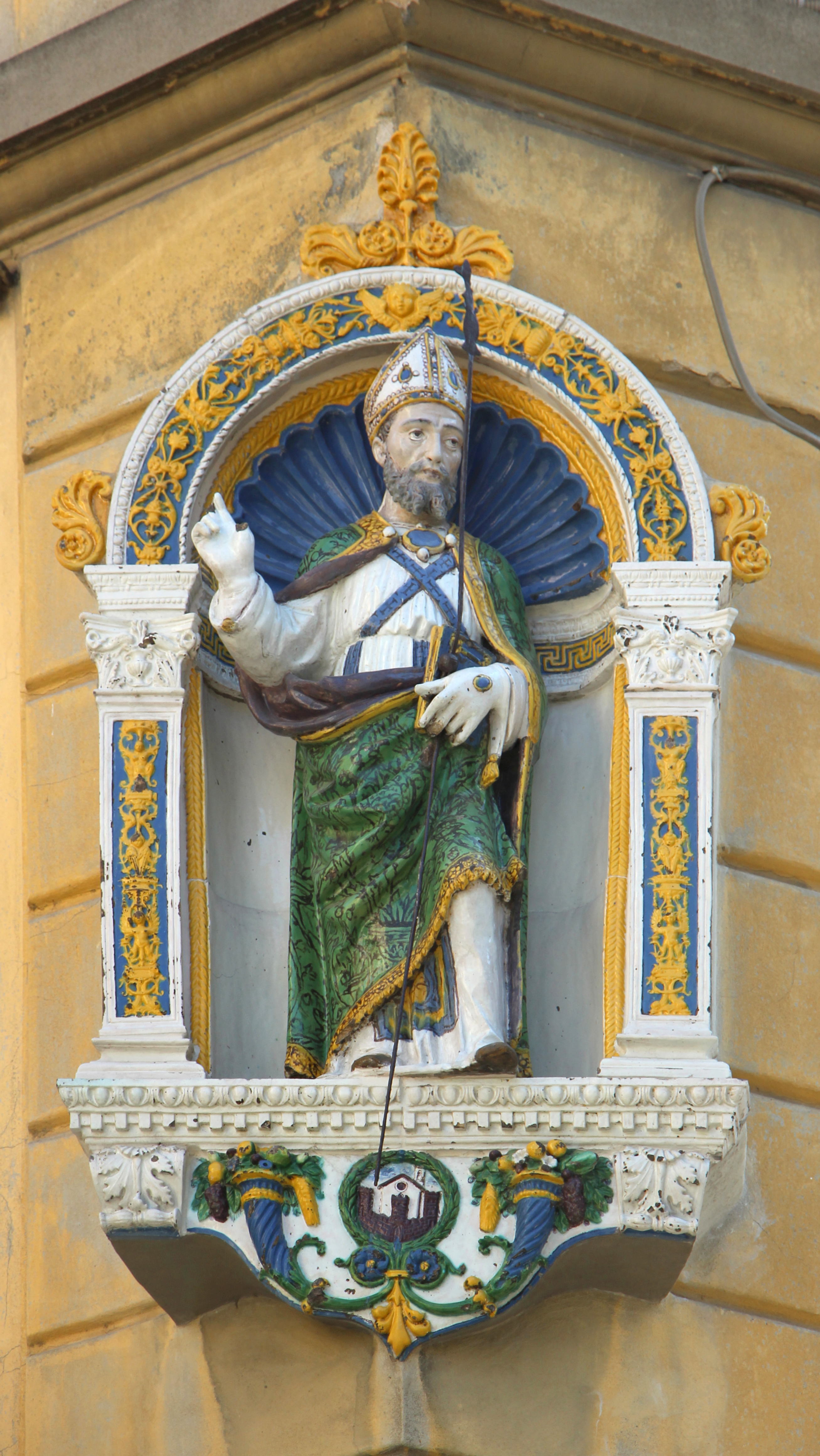
Sant'Ambrogio Benedicente, tabernacolo in piazza Sant'Ambrogio a Firenze

Giovanni della Robbia (Firenze, 19 maggio 1469 – 1529/1530) è stato uno scultore e ceramista italiano.

## Nota biografica e stilistica
Figlio di Andrea della Robbia e pronipote di Luca della Robbia, si specializzò nella tecnica della ceramica policroma invetriata, specialità della bottega di famiglia alla quale si dedicò con successo.
Accentuò il carattere policromo delle sue opere, aggiungendo nuovi colori alla tradizionale bicromia blu/bianco dei suoi predecessori. Come suo padre, realizzò numerosissime opere in tutta la Toscana, fra tondi, lunette, tabernacoli, pannelli, etc.
Le sue opere però, rispetto ai suoi predecessori, persero di forza espressiva e abilità prospettica, anche se ancora di alto livello.

## Opere
- 66 busti policromi  di santi, sante, apostoli e patriarchi della chiesa in clipei nel chiostro grande della Certosa di Firenze
- Fonte battesimale nella Pieve di San Donato in Poggio
- Pala d'altare, nella chiesa del convento di San Lucchese a Poggibonsi, 1517
- Madonna della neve tra i santi Antonio e Bartolomeo nella chiesa dei Santi Jacopo e Filippo a Certaldo, già nella chiesa di San Martino a Maiano, 1520 ca.
- Dossale raffigurante Assunta e i Santi nel Camposanto monumentale a Pisa, 1520
- Statua di San Giovanni Battista, ciborio e fonte battesimale nella pieve di San Giovanni Battista a Galatrona, nel territorio di Bucine, 1518 ca.
- Madonna col Bambino, Vinci, Castello dei conti Guidi, 1523
- Tabernacolo in maiolica policroma, ubicato nella chiesa di Santo Stefano a Grezzano, provincia di Firenze
- L'Assunta che dona la cintola a San Tommaso, pala in terracotta dipinta e parzialmente invetriata che oggi campeggia sull'altare maggiore dell'Oratorio di Sant'Antonio a Volterra
- Madonna col Bambino, Propositura di San Leonardo e di Santa Maria Assunta si trova a Lari, frazione di Casciana Terme Lari (Pisa)
- Fonte Battesimale, datato 1511, Pieve di San Leonardo, Cerreto Guidi (Firenze)

La monumentale pala in terracotta dipinta e parzialmente invetriata che oggi campeggia sull'altare maggiore dell'oratorio di Sant'Antonio, inserita in una sobria centina in pietra serena, era destinata in origine alla pieve volterrana della Nera. Ad essere rappresentata è la scena dell'Assunzione di Maria trasportata in cielo da una schiera di angeli e cherubini alati, accompagnata nel registro inferiore dai Santi Giovanni Battista e Sebastiano disposti in maniera speculare ai lati dell'apostolo Tommaso, inginocchiato in atto di ricevere la sacra cintola. L'opera fa parte di un gruppo di terrecotte policrome realizzate intorno al 1520 nella bottega di Giovanni della Robbia (Pisa, Camposanto, cappella Aulla; Certaldo, Santi Jacopo e Filippo; Bagno di Romagna, San Pietro a Corniolo) che si contraddistinguono rispetto alla consueta attività del maestro, per un più esteso impiego della policromia ad olio - suggestiva nella resa pittorica degli incarnati e degli sfondi naturalistici - per l'utilizzo solo parziale dello smalto relegato ai soli elementi decorativi della cornice e per la presenza in molti casi di inserti a calco tratti da modelli del maestro.

## Galleria d'immagini

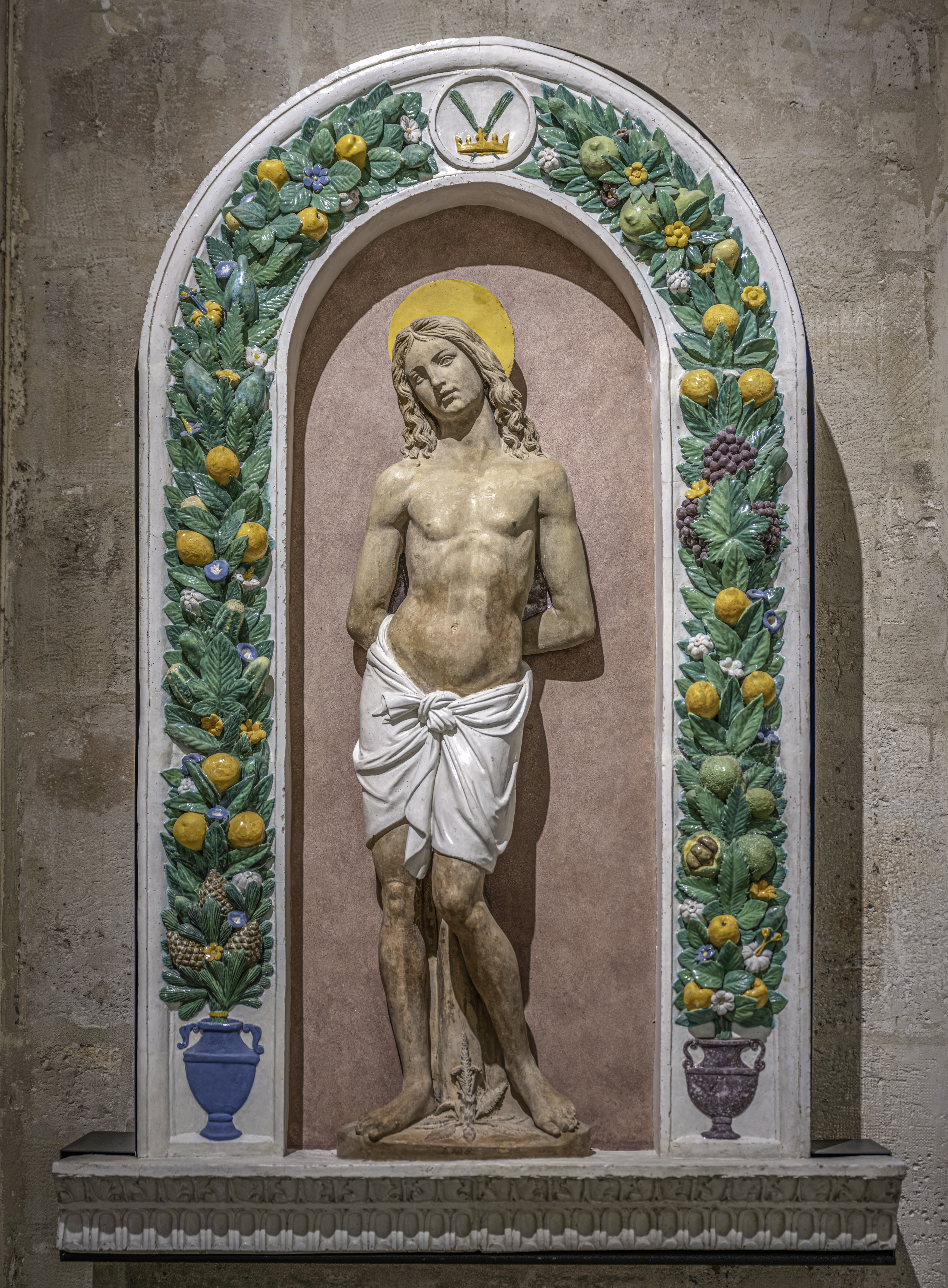
San Sebastiano, Parigi, Louvre
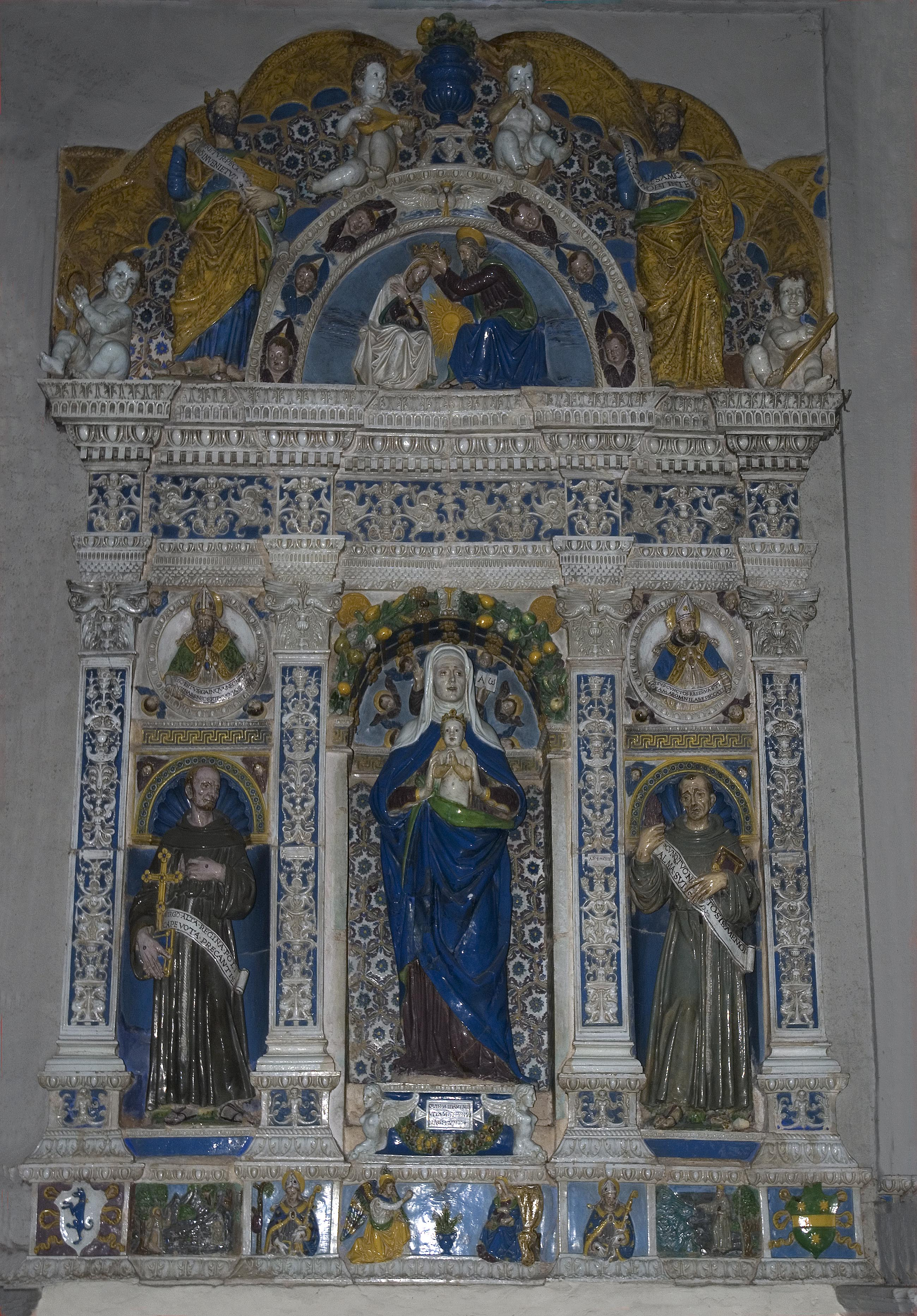
Madonna col Bambino e santi, Poggibonsi, convento di San Lucchese 1517
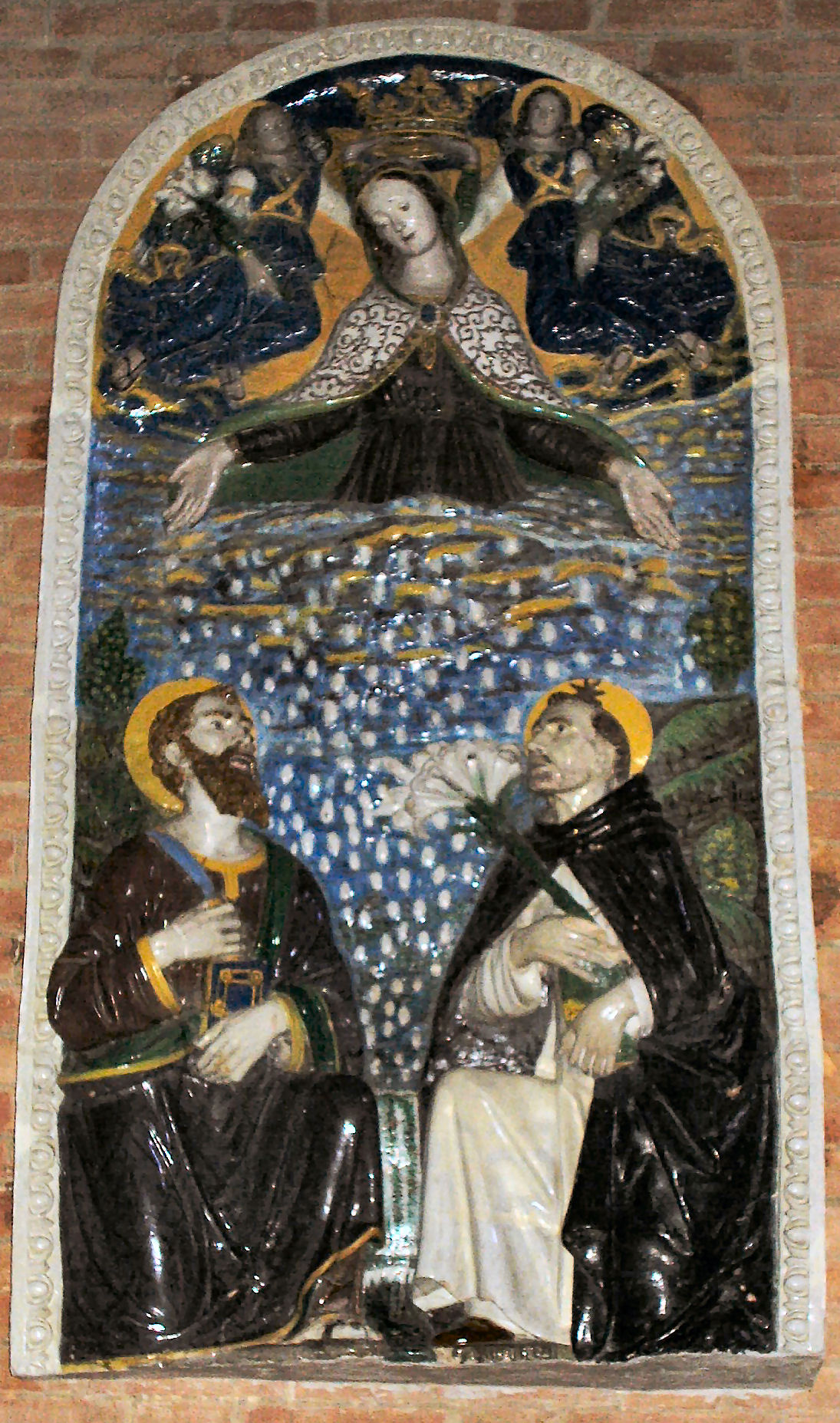
Madonna della neve e santi, Certaldo, Chiesa dei Santi Jacopo e Filippo, 1520 ca.
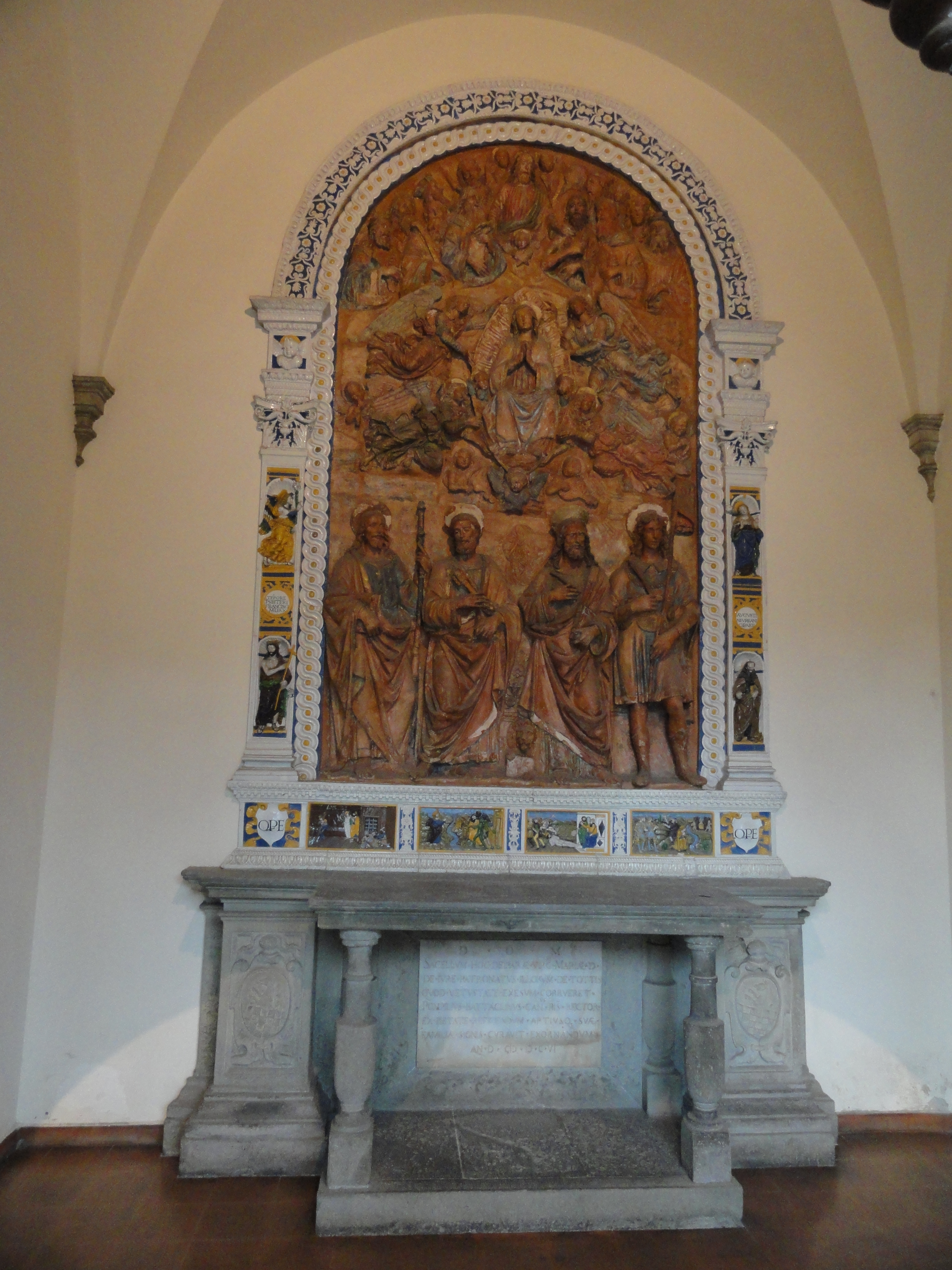
L'Assunta e i Santi, Pisa, Camposanto monumentale 1520
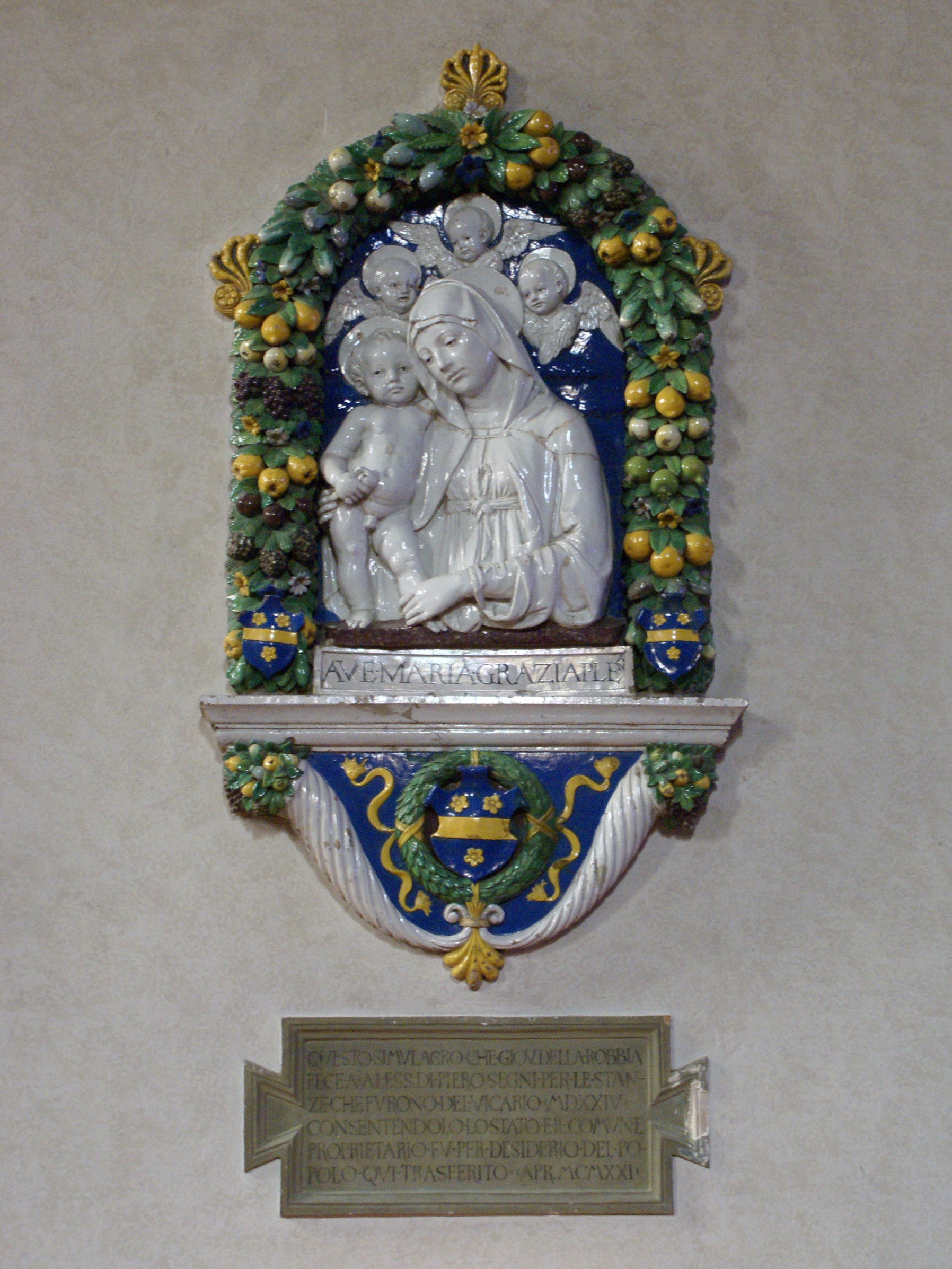
Madonna col Bambino, Lari, Propositura di San Leonardo e di Santa Maria Assunta